# FCW Florida Tag Team Championship
Il FCW Florida Tag Team Championship è stato il titolo principale per la divisione tag team della federazione di wrestling statunitense Florida Championship Wrestling.
Il titolo fu messo per la prima volta in palio il 19 febbraio 2008 e fu vinto il 23 febbraio 2008 dal team Puerto Rican Nightmares (Eric Perez e Eddie Colonal) al termine di un torneo al quale hanno preso parte dieci tag team.

Il primo round si tenne a New Port Richey il 19 febbraio mentre i tre round successivi si tennero a Port Richey il 23 febbraio.

## Albo d'oro
| Lottatori                                                                                        | Regni | Data              | Luogo              | Note |
| ------------------------------------------------------------------------------------------------ | ----- | ----------------- | ------------------ | --- |
| The Puerto Rican Nightmares Primo Colon ed Eric Pérez                                            | 1     | 23 febbraio 2008  | Port Richey        | Sconfiggendo Steve Lewington e Heath Slater nella finale di un torneo per l'assegnazione del titolo.                                                                 |
| Brad Allen e Dolph Ziggler                                                                       | 1     | 22 marzo 2008     | Port Richey        | |
| The Puerto Rican Nightmares                                                                      | 2     | 15 aprile 2008    | Port Richey        | Sconfiggendo "The Natural" Dolph Ziggler e "Campus Legend" Brad Allen per squalifica in un match che permetteva il passaggio del titolo anche in caso di squalifica. |
| The Empire Drew McIntyre e Wade Barrett                                                          | 1     | 7 maggio 2008     | Port Richey        | |
| The Puerto Rican Nightmares                                                                      | 3     | 17 luglio 2008    | Tampa              | |
| Dolph Ziggler (2) e Gavin Spears                                                                 | 1     | 17 agosto 2008    | Tampa              | |
| Heath Slater e Michael McGillicutty                                                              | 1     | 11 settembre 2008 | Tampa              | |
| The Hart Dynasty DH Smith e Tyson Kidd                                                           | 1     | 30 ottobre 2008   | Tampa              | |
| Johnny Curtis e Tyler Reks                                                                       | 1     | 11 dicembre 2008  | Tampa              | |
| Caylen Croft e Trent Baretta                                                                     | 1     | 30 aprile 2009    | Tampa              | |
| Justin Gabriel e Kris Logan                                                                      | 1     | 23 luglio 2009    | Tampa              | |
| Bo Rotundo e Husky Harris                                                                        | 1     | 23 luglio 2009    | Tampa              | |
| The Dudebusters Caylen Croft (2), Trent Barreta (2) & Curt Hawkins)                              | 1     | 19 novembre 2009  | Tampa              | Detenuto rispettando la Freebird Rule |
| The Fortunate Sons Brett DiBiase & Michael McGillicutty (2)                                      | 1     | 14 gennaio 2010   | Tampa              | |
| The Usos Jimmy Uso e Jey Uso                                                                     | 1     | 13 marzo 2010     | Crystal River      | |
| Los Aviadores Hunico e Epico                                                                     | 1     | 3 giugno 2010     | Tampa              | |
| Kaval e Michael McGillicutty (3)                                                                 | 1     | 15 luglio 2010    | Tampa              | |
| Los Aviadores                                                                                    | 2     | 16 luglio 2010    | Tampa              | |
| Johnny Curtis (2) e Derrick Bateman                                                              | 1     | 13 agosto 2010    | Tampa              | |
| Xavier Woods e Wes Brisco                                                                        | 1     | 4 novembre 2010   | Tampa              | |
| Titus O'Neil e Damien Sandow                                                                     | 1     | 3 dicembre 2010   | Tampa              | |
| Seth Rollins e Richie Steamboat                                                                  | 1     | 25 marzo 2011     | Tampa              | |
| Big E Langston e Calvin Raines                                                                   | 1     | 12 maggio 2011    | Tampa              | |
| Donny Marlow e CJ Parker                                                                         | 1     | 21 luglio 2011    | Tampa              | |
| Brad Maddox e Briley Pierce                                                                      | 1     | 3 novembre 2011   | Tampa              | |
| Bo Rotundo e Husky Harris                                                                        | 2     | 2 febbraio 2012   | Tampa              | |
| Corey Graves e Jake Carter                                                                       | 1     | 15 marzo 2012     | Tampa              | |
| Mike Dalton e Leakee                                                                             | 1     | 15 giugno 2012    | Palatka            | |
| CJ Parker (2) e Jason Jordan                                                                     | 1     | 13 luglio 2012    | Punta Gorda        | |
| Brad Maddox (2) e Rick Victor                                                                    | 1     | 28 luglio 2012    | Melbourne, Florida | In un Triple threat tag team match che includeva anche Conor O'Brian e Kenneth Cameron.                                                                              |
| Titolo ritirato con la chiusura della FCW e lo spostamento di tutti i talenti nel roster di NXT. |       |                   |                    | |